# Theodor Freytag
Theodor Freytag (* 10. August 1865 in Schweinfurt; † 30. Oktober 1933 in München) war ein deutscher Bauingenieur und bayerischer Baubeamter – zuletzt als Leiter der Obersten Baubehörde in Bayern. Er hatte maßgeblichen Anteil an der Verbesserung der Schiffbarkeit des Mains.

## Leben
Theodor Freytag war der Sohn des Kaufmanns Heinrich Oskar Freytag (1823–1890) und dessen Ehefrau Maria Magdalena Freytag geb. Steph (* 1824). Nach dem Abitur studierte er Bauingenieurwesen an der Technischen Hochschule München und legte 1892 das zweite Staatsexamen für den öffentlichen Baudienst ab. Er kam als Praktikant zu den Straßen- und Flussbauämtern Landshut und Deggendorf. 1893 zum Regierungsbaumeister (Assessor in der öffentlichen Bauverwaltung) ernannt, wurde er mit dem Bau der Kesselbergstraße beauftragt. Diese Straße führt vom Kochelsee zum 200 Meter höher gelegenen Walchensee und ist dem Landschaftsbild durch eine reizvolle Linienführung angepasst. 1894 kam er zum Straßen- und Flussbauamt Schweinfurt und wurde dort 1901 als Bauamtmann Vorsteher dieses Amts. Von 1909 an amtierte er als Vorstand des Straßen- und Flussbauamts Würzburg, bis er 1911 nach einer Stellenausschreibung zum Vorstand der staatlichen Bauleitung für das Walchenseekraftwerk ernannt wurde. Er stellte einen Entwurf auf und erhielt 1914 die Bauleitung. Beim Umbau der Staustufe Schweinfurt im Rahmen der Verbesserung der Schiffbarkeit des Mains setzte er sich ab 1914 für den Einbau eines Walzenwehrs ein, womit er richtungweisend für den späteren Wehrverschluss für weite Wehröffnungen wurde. Nach vierjähriger Tätigkeit wurde er 1918 in das Bayerische Staatsministerium des Innern berufen, wo er Vorstand der Abteilung für Wasserkraftausnutzung und Elektrizitätsversorgung wurde und im Aufsichtsrat der drei gebildeten staatlichen Aktiengesellschaften wirkte.
In den Jahren von 1929 bis zum Eintritt in den Ruhestand 1932 war er Ministerialdirektor und Leiter der obersten Baubehörde in Bayern.
Freytag schied krankheitsbedingt freiwillig aus dem Leben.

## Auszeichnungen
- Geheimer Rat

## Schriften
- Das Walchensee-Werk. 4. Auflage, Mahr, München 1922.
- Großwasserkraftausnützung in der Schweiz. In: Deutsche Wasserwirtschaft, Zeitschrift für das Gesamtgebiet der Wasserwirtschaft, des Wasserbaues und des Erdbaues, 18. Jahrgang 1923, S. 81–93.
- Die Wasserkraftausnützung in Bayern. In: Die Wasserkraft, Zeitschrift für die gesamte Wasserwirtschaft und Wasserkrafttechnik, 21. Jahrgang 1926, S. 227–233.
- Ausnützung der Gewässer. In: 2. Weltkraftkonferenz Berlin 1930. S. 1–19.